# Сепараційна характеристика

Сепараційна характеристика технологічної операції або схеми збагачення корисних копалин являє собою безперервну функцію ε к (ξ), яка показує залежність вилучення елементарних фракцій [ξ , ξ + dξ] в концентрат від фізичної властивості ξ . Сепараційну характеристику ε к (ξ) також називають функцією розділення, головною технологічною характеристикою сепаратора (або схеми), кривою вилучення фракцій у концентрат та ін.
Так як ε к (ξ) являє собою інтегральну характеристику збагачувального процесу, то вона по суті може використовуватися як його математична модель.
Фракційний склад мінеральної сировини і сепараційні характеристики дозволяють прогнозувати технологічні результати збагачення (вихід, вміст, вилучення) будь-якої сировини за допомогою технологічної схеми.
Сепараційні характеристики збагачувальних апаратів.